# پتانسیل مورس
پتانسیل مورس (انگلیسی: Morse potential) یک مدل ساده برای انرژی پتانسیل برهم‌کنش بین اتمی در مولکول‌های دواتمی است. این مدل برای مدل‌سازی رفتار نوسانی این مولکول‌ها نسبت به مدل نوسانگر هماهنگ کوانتومی دقت بهتری دارد و اثراتی نظیر شکستن پیوند و وجود حالت‌های نامحدود (unbound) را در نظر می‌گیرد. این مدل به نام فیلیپ ام. مورس، فیزیک‌پیشه آمریکایی نام‌گذاری شده است.
این مدل برای مطالعه برخی برهم‌کنش‌های دیگر نظیر برهم‌کنش یک سطح با یک اتم نیز کاربرد دارد. به دلیل سادگی آن (تنها سه پارامتر)، امروزه به ندرت از آن در طیف‌نگاری استفاده می‌شود.

## تابع پتانسیل

پتانسیل مورس (آبی) و پتاسیل نوسان‌گر هماهنگ (سبز). بر خلاف نوسان‌گر هماهنگ که در آن سطوح انرژی با فاصلهٔ ħω از هم توزیع شده‌اند، در پتانسیل مورس فاصلهٔ پله‌های انرژی با نزدیک‌شدن به انرژی شکست پیوند کاهش یافته و به حالت سطوح پیوستهٔ انرژی یک ذره آزاد نزدیک می‌شود.

پتانسیل مورس به شکل زیر است:
{\displaystyle V(r)=D_{e}(1-e^{-a(r-r_{e})})^{2}}
که در آن {\displaystyle r} فاصله بین اتم‌ها، {\displaystyle r_{e}} فاصلهٔ تعادلی دو اتم، {\displaystyle D_{e}} عمق چاه پتانسیل (نسبت به حالت دو اتم جدا) و {\displaystyle a} پارامتری برای عرض پتانسیل (هرچه {\displaystyle a} کوچکتر، چاه عریض‌تر) است.
به دلیل اختیاری بودن نقطه صفر پتانسیل، می‌توان این رابطه را به صورت‌های دیگر نیز بازنویسی کرد. برای نمونه، می‌توان {\displaystyle V(r)} را به صورت زیر نوشت:
{\displaystyle V(r)=D_{e}((1-e^{-a(r-r_{e})})^{2}-1)}
که معادل است با
{\displaystyle V(r)=D_{e}(e^{-2a(r-r_{e})}-2e^{-a(r-r_{e})})}
در این فرم، پتانسیل در بی‌نهایت {\displaystyle 0} شده و در نقطه تعادل {\displaystyle r=r_{e}} برابر با {\displaystyle -D_{e}} خواهد بود. در این نمایش به وضوح مشخص است که پتانسیل مورس همانند پتانسیل لنارد-جونز، مجموع یک جملهٔ جاذبه‌ای دوربرد و یک جملهٔ دافعه‌ای کوتاه‌برد است.